# Gonçalo M. Tavares
Gonçalo Manuel Albuquerque Tavares, professionalmente noto come Gonçalo M. Tavares (Luanda, agosto 1970), è un poeta, narratore e autore teatrale portoghese.

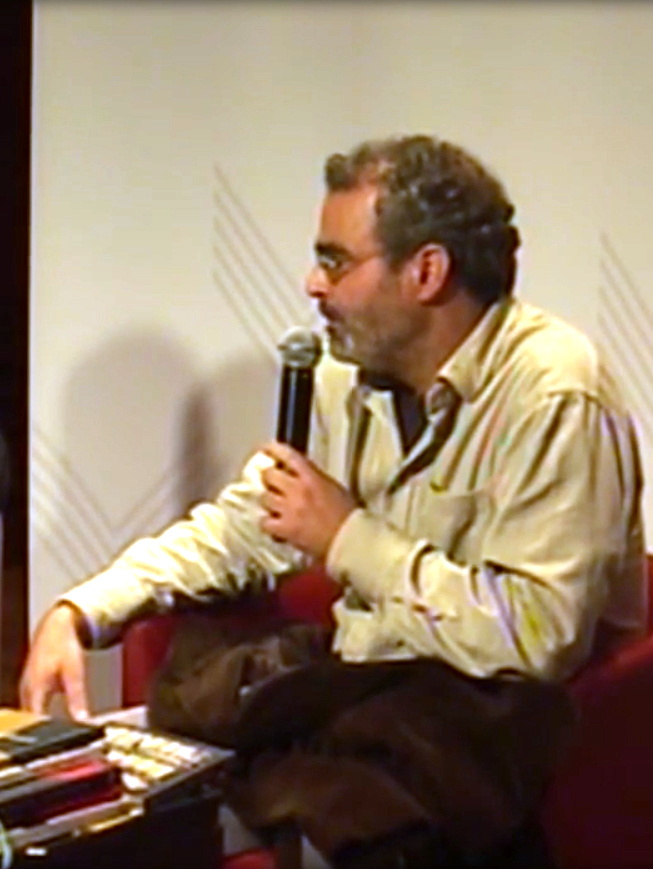
Gonçalo M. Tavares

Ha ricevuto il Premio José Saramago nel 2005, il Premio Branquinho da Fonseca della Fondazione Calouste Gulbenkian e del giornale Expresso per l'opera Il signor Valéry, il Premio Rivelazione in Poesia dell'Associazione Portoghese degli Scrittori per il libro Investigações. Novalis, il Premio Ler/Millenuim BCP nel 2005 per il suo romanzo Gerusalemme. Tradotto in numerose lingue, i suoi libri sono editi in Italia da Guanda.
Nel 2008 ha vinto l'undicesima edizione del Premio Internazionale Trieste Poesia.

## Opere
- 2001 - O livro da dança, Assírio & Alvim
- 2002 - O senhor Valéry, Editorial Caminho; in italiano Il signor Valéry, Guanda 2005 (ISBN 8882468453)
- 2002 - Investigações. Novalis, Difel
- 2002 - O homem ou é tonto ou é mulher, Campo das Letras (adattato per il teatro)
- 2002 - A colher de Samuel Beckett e outros textos, Campo das Letras (adattato per il teatro)
- 2003 - O senhor Henri, Editorial Caminho
- 2003 - Um homem: Klaus Klump, Editorial Caminho
- 2004 - A màquina de Joseph Walser, Editorial Caminho
- 2004 - Biblioteca, Campo das Letras
- 2004 - O senhor Brecht, Editorial Caminho
- 2004 - O senhor Juarroz, Editorial Caminho
- 2005 - Histórias falsas - estórias, Campo das Letras
- 2005 - Jerusalém, Editorial Caminho; in italiano Gerusalemme, Guanda 2006 (ISBN 8882469476)
- 2005 - O senhor Kraus, Editorial Caminho
- 2005 - O senhor Calvino, Editorial Caminho; in italiano Il signor Calvino, Guanda 2007 (ISBN 8860880572)
- 2006 - Áqua, Cão, Cavalo, Cabeça, Editorial Caminho
- 2008 - Autobiografia, Trieste, Franco Puzzo Editore, 2008, ISBN 978-88-88475-25-7. Premio Internazionale Trieste Poesia 2008
- 2011 - Imparare a pregare nell'era della tecnica. La posizione nel mondo di Lenz Buchmann, traduzione di R. Francavilla, Feltrinelli.
- 2014 - Lor signori, Nottetempo
- 2018 - Enciclopedia, comprendente Breves notas sobre a Ciência,  Breves notas sobre o Medo,  Breves notas sobre as Ligações, Breves notas sobre a Música, trad. it. di Marco Bucaioni, ed. dell'Urogallo, Perugia